# 格拉纳达伊斯兰学校

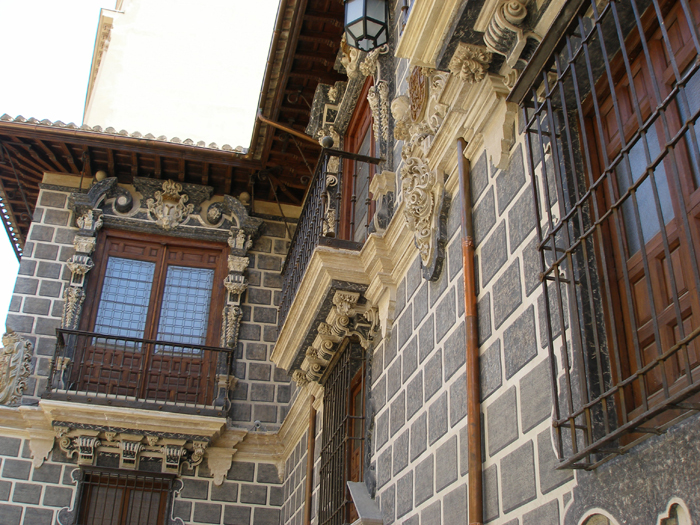
立面

格拉纳达伊斯兰学校（西班牙語：Madraza de Granada）曾是一所伊斯兰学校，位于西班牙 安达卢西亚的格拉纳达市中心，由格拉纳达苏丹优素福一世创立于1349年，该建筑目前是格拉纳达大学的一部分，是七苦圣母皇家美术学院（Real Academia de Bellas Artes de Nuestra Señora de las Angustias）的所在地。
它位于市中心的 Calle Oficios街.，靠近当年的主清真寺（今天格拉纳达主教座堂所在地）和集市。。

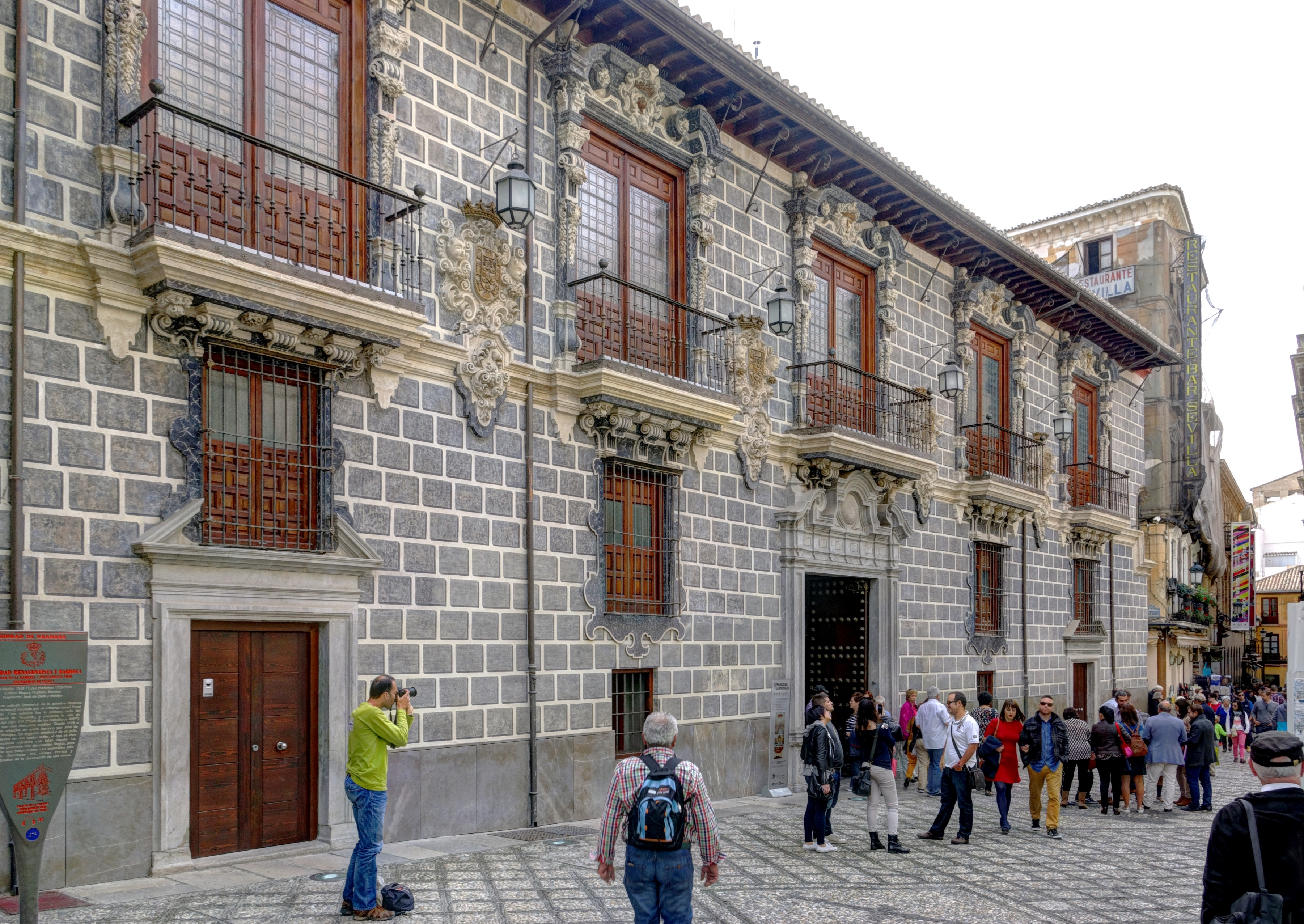

立面装饰着诗句和哲学的题词。